# دانيال سفينسون
دانيال سفينسون (بالسويدية: Daniel Svensson)‏ (4 يناير 1983 - ) هو لاعب كرة قدم سويدي في مركز الوسط. لعب مع نادي أوسترس.

## وصلات خارجية
- دانيال سفينسون على موقع قاعدة بيانات كرة القدم.إي يو (الإنجليزية)